# Ardisia amplexicaulis
Ardisia amplexicaulis är en viveväxtart som beskrevs av Richard Henry Beddome. Ardisia amplexicaulis ingår i släktet Ardisia och familjen viveväxter. Inga underarter finns listade i Catalogue of Life.